# Cluster Springs (Virginia)
Cluster Springs è un census-designated place (CDP) degli Stati Uniti d'America, situato nello stato della Virginia, nella contea di Halifax. Secondo il censimento del 2020 gli abitanti di Cluster Springs ammontavano a 718.